# كولن دبليو. جي. جيبسون
كولن دبليو. جي. جيبسون هو محامي وقاضي وسياسي كندي، ولد في 16 فبراير 1891 في هاميلتون في كندا، وتوفي في 3 يوليو 1974. حزبياً، نشط في الحزب الليبرالي الكندي. وقد انتخب عضو مجلس العموم الكندي.